# Охтіна
Охтіна (словац. Ochtiná) — село в окрузі Рожнява Кошицького краю Словаччини, історична область Гемера. Площа села 14,48 км². Станом на 31 грудня 2016 року в селі проживав 551 житель.

## Історія
Перші згадки про село датуються 1243 роком.

## Населення
| Рік:            | 1994. | 2004.   | 2014.   | 2024.   |
| --------------- | ----- | ------- | ------- | ------- |
| Кількість осіб: | 503   | 551     | 533     | 535     |
| Різниця:        |       | +9,54 % | -3,26 % | +0,37 % |

| Рік:            | 2023. | 2024.   |
| --------------- | ----- | ------- |
| Кількість осіб: | 531   | 535     |
| Різниця:        |       | +0,75 % |